# Vattenprov (räddning)
För andra betydelser, se Vattenprov.

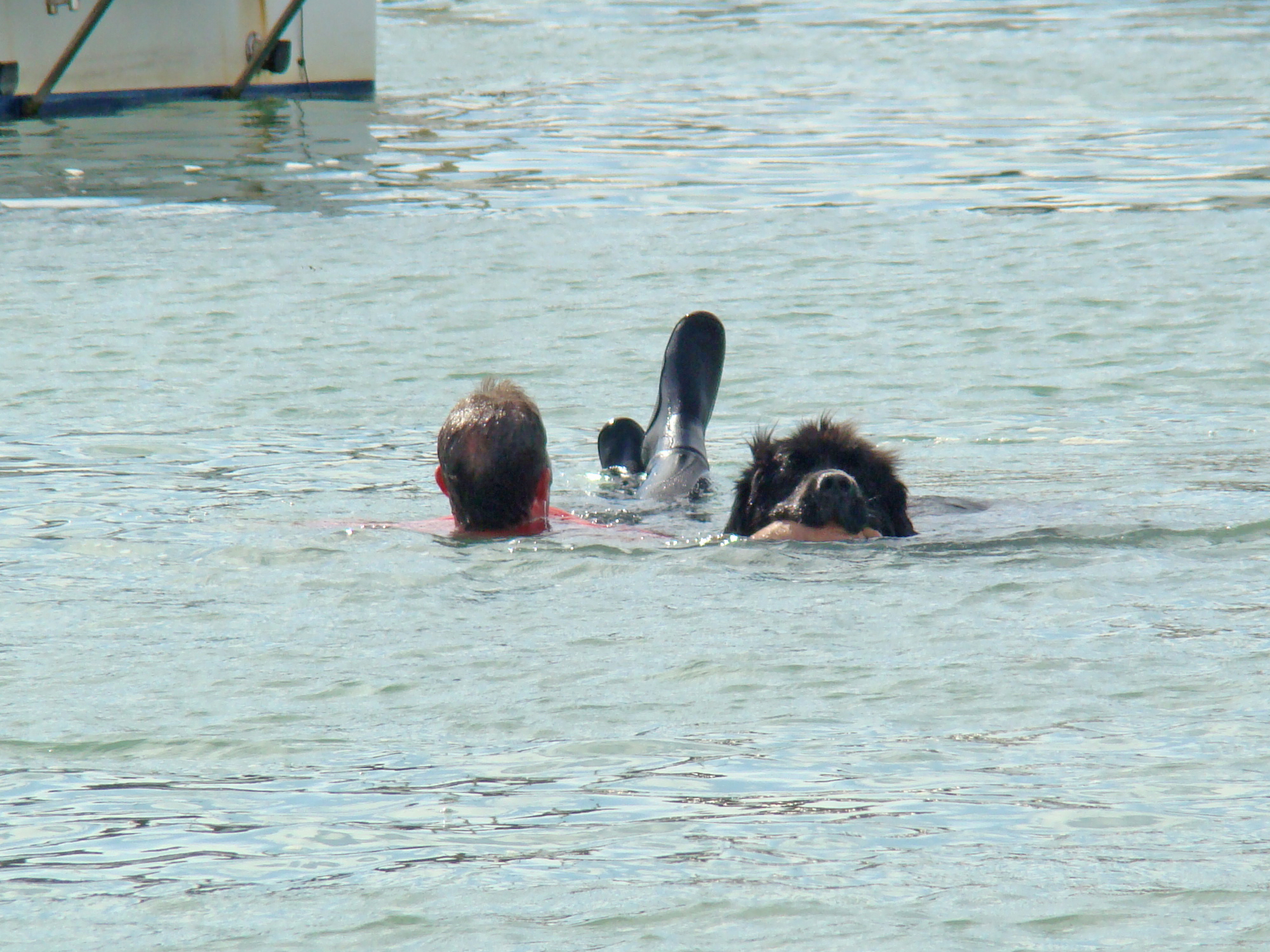
En newfoundlandshund tränar livräddning.

Vattenprov (eller prov i vattenarbete) för livräddningshundar är ett särskilt bruksprov i vatten. Det är officiellt prov för hundraserna newfoundlandshund, landseer och leonberger. Dock är det endast newfoundlandshundar och landseers som kan bli svenska vattenprovschampions.
Inom räddningsgrenen IPO-R av brukssporten internationella prövningsordningen finns ett vattenräddningsprov med internationella regler.